# Mycetodiplosis astilbensis
Mycetodiplosis astilbensis är en tvåvingeart som först beskrevs av Shinji 1939.  Mycetodiplosis astilbensis ingår i släktet Mycetodiplosis och familjen gallmyggor. Inga underarter finns listade i Catalogue of Life.